# Alto Rio Novo
Alto Rio Novo là một đô thị thuộc bang Espírito Santo, Brasil. Đô thị này có diện tích 227,725 km², dân số năm 2007 là 6171 người, mật độ 27,1 người/km².